# Fabric 22
Fabric 22 je DJské kompilační album vytvořené Adamem Beyerem jako součást Fabric Live Mix série.

## Seznam skladeb
1. This World (Wighnomy Brothers & Robag Wruhme Remix) – Slam – 3:29
2. A Walk In The Park (Josh Wink|Wink's Run Through The Park Interpretation) – DJ Minx – 3:12
3. Las Bicicletas Son Para El Verano – Alex Under – 1:12
4. System (Alkaloid Docking Station Mix) – Gadgets – 1:55
5. Klangteppichverleger Wolle – Dominik Eulberg – 6:05
6. In Gear – Osborne – 2:24
7. Snuff & Noise (Part 2) – Adam Beyer – 4:38
8. Persuaded – Joel Mull – 2:46
9. Naxos – 2 Dollar Egg – 3:58
10. Snuff & Noise – Adam Beyer – 5:10
11. Serton – Alex Long – 2:31
12. Slowburn – Tony Rohr – 5:09
13. Demented (Sontec Remix) – David Roiseux – 1:50
14. Progress (Subway Baby Remix) – Hertz – 2:17
15. Panic Voice – Tim Track – 4:18
16. Spice – Reinhard Voigt – 2:27
17. Completed – Sterac – 2:51
18. Motions Of Energy – Cari Lekebusch – 4:32
19. Redemption – Adam Beyer & Jesper Dahlbäck – 4:47
20. She's The One (Circles In Time Remix By Mathew Jonson) – Hiem – 8:30